# Rubènides

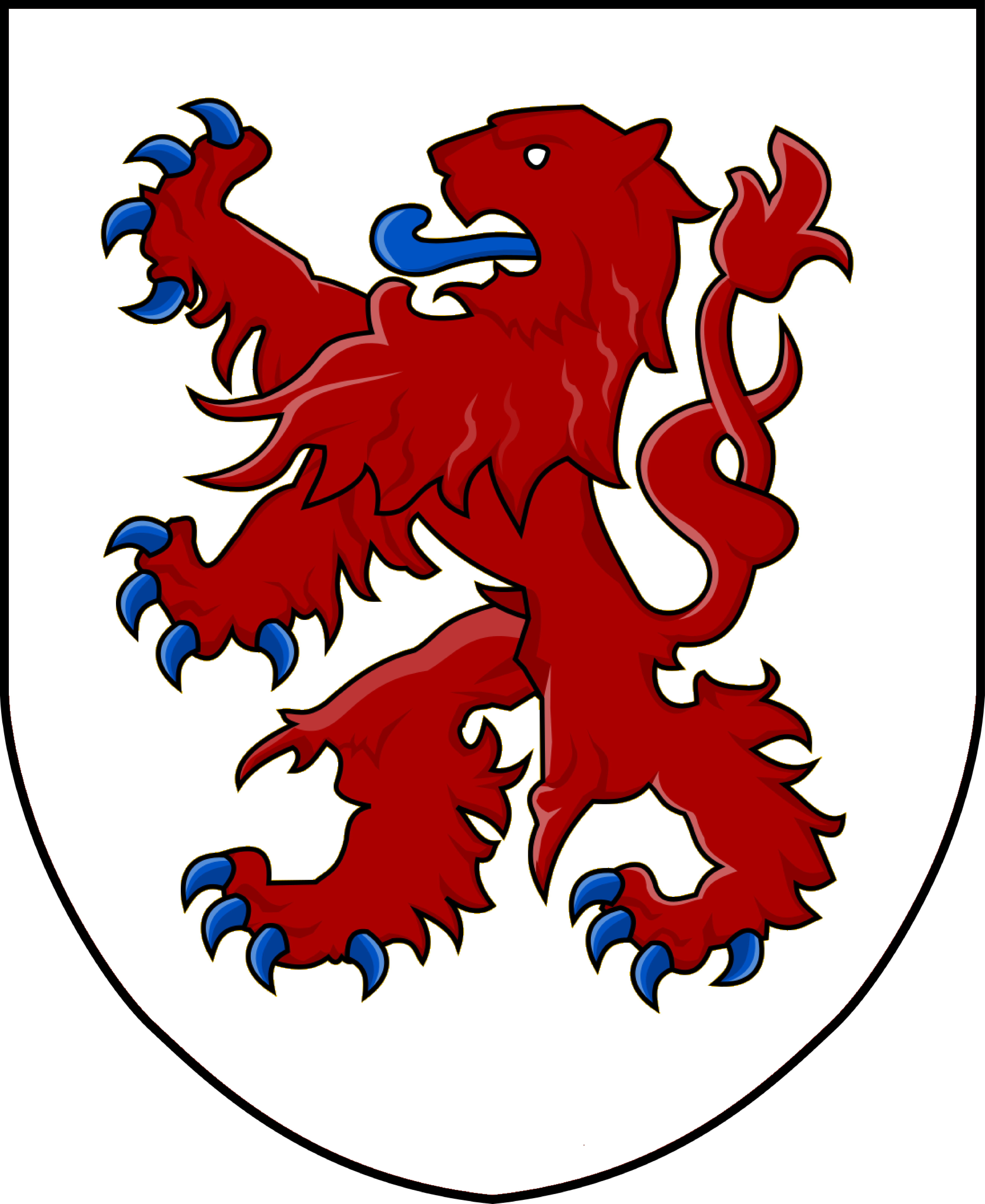
Escut dels rubènides.

La dinastia rubènida o dels rubènides fou una dinastia armènia establerta a Cilícia que fou de fet independent a partir del 1080. El seu nom deriva del primer príncep Rupen I. Els prínceps d'Armènia Menor foren més tard reis (sota Lleó II d'Armènia Menor 1187-1219) fins que el 1226 es va establir la dinastia hethumiana o hethúmida o dels hethumians o hethúmides.
El prínceps i reis rubènides foren:
- Rupen I 1080-1095
- Constantí I o Gondastin I 1096-1102
- Toros I 1102-1129
- Constantí II o Gondastin II 1129
- Lleó I o Levon I 1129-1138
- Ocupació romana d'Orient 1138-1173
- Toros II 1143-1168 (a la muntanya)
- Rupen II 1168-1169 (a la muntanya)
- Mleh o Miló 1169-1174 (a la muntanya 1169-1173)
- Rubèn III 1175-1187
- Lleó II 1187-1219 (rei 6 de gener de 1199)
- Isabel o Zabel (sota regencia) 1219-1224
- Felip d'Antioquia 1224-1225
- Interregne, Zabel (reina titular) i Constantí de Lampron (regent) 1125-1126
- Zabel es casa amb Hethum, fill de Constantí de Lampron, que obre la dinastia hethumiana 1226

## Genealogia
```
Rupen I
, († 1095) 
│
└──> 
Constantí
 († 1100), príncep d'Armènia Menor
│
├──> Beatriu, casada amb Jocelin I d'Edessa, comte d'Edessa († 1131)
│
├──> 
Toros I
 († 1129) príncep d'Armènia Menor
│
└──> 
Lleó I
 († 1138)
X Beatriu de Rethel
│
├──> 
Esteve d'Armènia Menor
 († 1165), generalissim
│ X Rita de Barberon († 1210)
│ │
│ ├──> 
Rubèn III
 († 1186), príncep d'Armènia Menor
│ │ X Isabel, filla d'Onfroi III de Toron
│ │ │
│ │ ├──> Alicia, casada amb 
Ramon IV de Trípoli

│ │ │
│ │ └──> Felipa, casada amb 
Teodor I Làscaris
, emperador a Nicea
│ │
│ ├──> 
Lleó II
 († 1219), rei d'Armènia Menor
│ │ X1) Isabel d'Àustria
│ │ X2) Sibil·la de Lusignan
│ │ │
│ │ ├──> Isabel d'Armènia (1211-1252) reina d'Armènia Menor
│ │ │ X1) 
Felip d'Antioquia
 († 1226), rei d'Armènia Menor
│ │ │ X2) 
Hethum I
 (vers 1200 - 1270), rei d'Armènia Menor
│ │ │
│ │ └──> Estefania, casada amb Joan de Brienne
│ │
│ └──> Dolete casada amb Bertran Embriaco, de la casa senyorial de Gibelet
│
├──> 
Toros II
 (1115 † 1169) príncep d'Armènia Menor
│ X 1149 Isabel, filla de 
Joscelí II d'Edessa

│ │
│ ├──> 
Rupen II
 († 1170), príncep d'Armènia Menor
│ │
│ ├──> Filla de nom desconegut, casada a Hethum III, senyor de Lampron 
│ │
│ └──> Filla de nom desconegut, casada à 
Isaac Ducas Comnè
, emperador romà d'Orient a Xipre
│
└──> 
Mleh
 († 1174), príncep d'Armènia Menor
```